# Marcin Borski
Marcin Borski (født 13. april 1973) er en polsk fodbolddommer fra Warszawa. Han har dømt internationalt under det internationale fodboldforbund FIFA siden 2006, hvor han er placeret i den europæiske dommergruppe som elite development-dommer, hvor han er udset til måske at rykke op i elite-kategorien inden for den nærmeste fremtid.
Han deltager ved EM 2012 i Polen og Ukraine som 4. dommer.